# Уцберг
Уцберг (нем. Utzberg) — посёлок в Германии, в земле Тюрингия. 
Входит в состав района Веймар. Подчиняется управлению Грамметаль. Население 328 чел. Занимает площадь 6,79 км². Официальный код — 16 0 71 091.